# جوایز امپایر
جایزهٔ امپایر (به انگلیسی: Empire Awards) از طرف مجلهٔ امپایر که پر فروش‌ترین مجلهٔ سینمایی انگلیسی است برای موفقیت‌های برتر صنعت سینما در انگلیس و در جهان اهدا می‌شود. برندگان این جایزه با رای خوانندگان مجله انتخاب می‌شوند و مراسم اعطای جوایز امپایر سالانه برگزار می‌شود. اولین مراسم اعطای این جایزه در سال ۱۹۹۶ به افتخار دستاوردهای برجستهٔ فیلم‌های سال ۱۹۹۵ برگزار شد.امسال اهداشد به شهرود بازیگر انگلیسی. ایرانی الاصل